# Seznam kulturních památek v Bouzově
Tento seznam nemovitých kulturních památek v obci Bouzov v okrese Olomouc vychází z  Ústředního seznamu kulturních památek ČR, který na základě zákona č. 20/1987 Sb., o státní památkové péči, vede Národní památkový ústav jako ústřední organizace státní památkové péče. Údaje jsou průběžně upřesňovány, přesto mohou obsahovat i řadu věcných a formálních chyb a nepřesností či být neaktuální. 
Pokud byly některé části dotčeného území vyčleněny do samostatných seznamů, měly by být odkazy na tyto dílčí seznamy uvedeny v úvodu tohoto seznamu nebo v úvodu příslušné sekce seznamu.

## Bouzov
|  |  | Hledat fotografie a kategorie ve Wikimedia Commons podle rejstříkového čísla památky | Nahrát snímek k tomuto tématu do úložiště Wikimedia Commons |  |

|  |  | Hledat fotografie a kategorie ve Wikimedia Commons podle rejstříkového čísla památky | Nahrát snímek k tomuto tématu do úložiště Wikimedia Commons |  |

|  | Kategorie „Church of Saint Godehard (Bouzov) “ na Wikimedia Commons | Hledat fotografie a kategorie ve Wikimedia Commons podle rejstříkového čísla památky | Nahrát snímek k tomuto tématu do úložiště Wikimedia Commons |  |

|  | Kategorie „Stone cross in Bouzov “ na Wikimedia Commons | Hledat fotografie a kategorie ve Wikimedia Commons podle rejstříkového čísla památky | Nahrát snímek k tomuto tématu do úložiště Wikimedia Commons |  |

|  | Kategorie „Church of Saint Mary Magdalene (Bouzov) “ na Wikimedia Commons | Hledat fotografie a kategorie ve Wikimedia Commons podle rejstříkového čísla památky | Nahrát snímek k tomuto tématu do úložiště Wikimedia Commons |  |

|  | Kategorie „Bouzov Castle “ na Wikimedia Commons | Hledat fotografie a kategorie ve Wikimedia Commons podle rejstříkového čísla památky | Nahrát snímek k tomuto tématu do úložiště Wikimedia Commons |  |

## Blažov
| Památka                | Fotografie        | Rejstříkové číslo v ÚSKP                                                             | Sídelní útvar                                               | Poloha                                                 | Popis a poznámky                                   |
| ---------------------- | ----------------- | ------------------------------------------------------------------------------------ | ----------------------------------------------------------- | ------------------------------------------------------ | -------------------------------------------------- |
| Dům čp. 29 (Q33523896) | \| \| \| \| \| \| | 50706/9-76 Pam. katalog MIS                                                          | Blažov                                                      | Blažov 29, náves 49°41′0,13″ s. š., 16°52′59,72″ v. d. | Venkovský dům Památkově chráněno od 5. ledna 2001. |
|                        |                   | Hledat fotografie a kategorie ve Wikimedia Commons podle rejstříkového čísla památky | Nahrát snímek k tomuto tématu do úložiště Wikimedia Commons |                                                        |                                                    |

## Doly
| Památka                       | Fotografie        | Rejstříkové číslo v ÚSKP                                                             | Sídelní útvar                                               | Poloha                                                                                       | Popis a poznámky                                                 |
| ----------------------------- | ----------------- | ------------------------------------------------------------------------------------ | ----------------------------------------------------------- | -------------------------------------------------------------------------------------------- | ---------------------------------------------------------------- |
| Kamenný kříž 1809 (Q37178999) | \| \| \| \| \| \| | 39471/8-2629 Pam. katalog MIS                                                        | Doly                                                        | ve svahu po pravé straně nad silnicí z Dolů na Bouzov 49°42′36,82″ s. š., 16°52′59,23″ v. d. | Kříž kamenný 1809 · Zapsáno do státního seznamu před rokem 1988. |
|                               |                   | Hledat fotografie a kategorie ve Wikimedia Commons podle rejstříkového čísla památky | Nahrát snímek k tomuto tématu do úložiště Wikimedia Commons |                                                                                              |                                                                  |

## Hvozdečko
|  |  | Hledat fotografie a kategorie ve Wikimedia Commons podle rejstříkového čísla památky | Nahrát snímek k tomuto tématu do úložiště Wikimedia Commons |  |

|  |  | Hledat fotografie a kategorie ve Wikimedia Commons podle rejstříkového čísla památky | Nahrát snímek k tomuto tématu do úložiště Wikimedia Commons |  |

|  | Kategorie „Chapel of the Holy Trinity (Hvozdečko) “ na Wikimedia Commons | Hledat fotografie a kategorie ve Wikimedia Commons podle rejstříkového čísla památky | Nahrát snímek k tomuto tématu do úložiště Wikimedia Commons |  |

## Kovářov
| Památka                                         | Fotografie                                            | Rejstříkové číslo v ÚSKP                                                             | Sídelní útvar                                               | Poloha                                             | Popis a poznámky |
| ----------------------------------------------- | ----------------------------------------------------- | ------------------------------------------------------------------------------------ | ----------------------------------------------------------- | -------------------------------------------------- | --- |
| Jednoduchá kruhová šachtová vápenka (Q37428858) | \| \| \| \| \| \|                                     | 35371/8-2494 Pam. katalog MIS                                                        | Kovářov                                                     | les Rachavy 49°41′23,39″ s. š., 16°56′29,37″ v. d. | Jednoduchá kruhová šachtová vápenka. Šachtová vápenka s přilehlou navážecí rampou postavená kolem roku 1920 šlechtickou rodinou Freiss-Terschů na místě starší vápenické pece. Kruhová, jednou odstupněná stavba z lomového kamene, uvnitř vyzděná pláštěm ze šamotových cihel. Vpravo od pece zbytek kamenné zdi, původně sloužící k dopravě vsázky. Nejmladší šachtová vápenka na pálení vápna dřevem, poslední, která byla postavena na území Olomouckého kraje. Poznámka: Parcelní číslo v Památkovém katalogu neuvedeno. Památkově chráněno od 25. června 1976. |
|                                                 | Kategorie „Limekiln in Kovářov “ na Wikimedia Commons | Hledat fotografie a kategorie ve Wikimedia Commons podle rejstříkového čísla památky | Nahrát snímek k tomuto tématu do úložiště Wikimedia Commons |                                                    | |

## Kozov
| Památka              | Fotografie        | Rejstříkové číslo v ÚSKP                                                             | Sídelní útvar                                               | Poloha                                                                | Popis a poznámky                                        |
| -------------------- | ----------------- | ------------------------------------------------------------------------------------ | ----------------------------------------------------------- | --------------------------------------------------------------------- | ------------------------------------------------------- |
| Krucifix (Q37429480) | \| \| \| \| \| \| | 41929/8-2630 Pam. katalog MIS                                                        | Kozov                                                       | střed obce mezi kaplí a školou 49°42′15,18″ s. š., 16°51′45,96″ v. d. | Krucifix · Zapsáno do státního seznamu před rokem 1988. |
|                      |                   | Hledat fotografie a kategorie ve Wikimedia Commons podle rejstříkového čísla památky | Nahrát snímek k tomuto tématu do úložiště Wikimedia Commons |                                                                       |                                                         |

## Obectov
| Památka              | Fotografie        | Rejstříkové číslo v ÚSKP                                                             | Sídelní útvar                                               | Poloha                                            | Popis a poznámky                                        |
| -------------------- | ----------------- | ------------------------------------------------------------------------------------ | ----------------------------------------------------------- | ------------------------------------------------- | ------------------------------------------------------- |
| Krucifix (Q38038474) | \| \| \| \| \| \| | 12925/8-1908 Pam. katalog MIS                                                        | Obectov                                                     | při čp. 38 49°43′15,24″ s. š., 16°55′56,38″ v. d. | Krucifix · Zapsáno do státního seznamu před rokem 1988. |
|                      |                   | Hledat fotografie a kategorie ve Wikimedia Commons podle rejstříkového čísla památky | Nahrát snímek k tomuto tématu do úložiště Wikimedia Commons |                                                   |                                                         |